# Control (pel·lícula)
Control és una pel·lícula de l'any 2007 dirigida per Anton Corbijn. Es tracta d'un film biogràfic sobre els últims anys de vida de Ian Curtis, cantant de la banda post-punk anglesa Joy Division. S'ha doblat al català.
Control és la primera pel·lícula d'Anton Corbijn, fotògraf de la dècada dels setanta d'artistes com Depeche Mode, Nirvana, U2 o els mateixos Joy Division. La fotografia de Corbijn, i també de Control, es caracteritza per ser en blanc i negre, estil que ha sigut una gran influència en la imatge del rock i una part vital del llenguatge visual en els anys 1990.
El film es basa en el llibre autobiogràfic Touching from a distance de Deborah Curtis, viuda de Ian Curtis, on es narra la vida del cantant des dels seus primers anys d'adolescència fins a la seva mort prematura durant la girada americana amb Joy Division.
El film comença amb l'adolescència d'Ian Curtis, quan és un gran admirador de David Bowie En encopia l'estètica. Posteriorment, l'influencia la música punk, especialment en l'obra dels Sex Pistols, fins a arribar a esdevenir una estrella dins del New Wave, moviment musical derivat del punk rock durant la dècada dels setanta a Anglaterra. La història també mostra l'evolució del seu matrimoni, que de mica en mica va decaient, igual que la seva salut física i mental. Corbijn, a partir d'aquests fets, mira d'explicar els motius pels quals Curtis va recórrer al suïcidi.
La pel·lícula es va estrenar el 17 de maig de 2007, al Festival de Cannes. És guanyadora de diversos premis, entre els quals el de millor director al Festival de Cannes.

## Argument
És la història d'Ian Curtis, un noi diferent, introvertit, enamorat de la seva jove esposa, Debbie. Fins que un dia forma una banda: Joy Division, amb la qual fa una gira americana a causa del seu gran èxit.
Els problemes per Curtis comencen quan pateix el primer de molts futurs atacs epilèptics. A partir d'aquest moment, tant la seva salut mental i física, com la seva vida, trontollen. Curtis cau en la rutina de parella, ja no sent el mateix per Debbie. Això porta el protagonista a mantenir una relació paral·lela amb Annik, la seva amant.
El sentiment de culpabilitat al destrossar el seu matrimoni per una infidelitat, y la seva precarietat física porten a Curtis al suïcidi, a la jove edat de 23 anys.
Any 1973, Ian Curtis és un jove rebel de 16 anys, gran admirador de David Bowie. Ian coneix a Debbie, xicota del seu amic. Poc després, Debbie, tot i tenir parella, comença una relació amb Ian, i al cap de poc contrauen matrimoni. Ian s'aïlla molt dels amics, ja que està ocupat amb el matrimoni, la casa i el seu treball a l'oficina d'ocupació. Assisteixen al concert d'un nou grup de música, els Sex Pistols; on es retroba amb uns amics que tenen una banda, però els falta un cantant. Ian s'uneix a ells i formen Joy Division. Mentrestant, la vida que mantenen ell i la seva dona és difícil, no tenen diners. Tot i les circumstàncies, Ian li demana un fill i ella es queda embarassada.
Arran de la gira, Ian comença a patir atacs epilèptics. Els seus problemes de salut, la relació decaient amb la seva esposa i filla, i l'esgotadora vida com a cantant i a la vegada el treball a l'oficina, de mica en mica van destrossant Curtis.
Curtis, durant una de les seves gires, coneix a Annik, una periodista de la qual s'enamora i esdevé la seva amant. Ell cada cop s'allunya més de la seva dona i la seva filla. Finalment, Ian confessa a Debbie que ja no l'estima. Aquest fet fa que Debbie sospiti d'una possible amant del seu marit, així que després d'investigar troba el telèfon de Annik. Ian, davant d'aquesta cituació, es queda mut, no sap què dir. Li demana disculpes i li promet que deixarà la relació amb la periodista, però no és així. Annik segueix acompanyant-lo a totes les gires. Durant una de les actuacions, Ian pateix un atac epilèptic i es veuen obligats a suspendre el concert.
Curtis torna a casa, veu a la seva filla, fa un mig somriure, però ni s'apropa a ella, es manté distant. La seva dona el rep manyagosament, ell, com sempre, amb actitud freda. Després de passar una nit fumant i bevent sol al bar, torna embriagat a casa i diu a Debbie que no li vol fer mal. Li demana les pastilles que s'ha de prendre per la seva malaltia, i tot seguit cau inconscient a terra.
Curtis anuncia que ja no vol continuar en el grup; s'adona que això el perjudica, ja que ell es dona massa en les actuacions.
Ian amb Annik busquen un lloc per dormir, i recorren a Rob Gretton, el mànager de Joy Division. Just en aquell mateix moment truca per telèfon a Debbie. El mànager delata Curtis revelant la presència dels amants.
El protagonista retorna a casa dels seus pares. Està sol, tancat a la seva antiga cambra mentre escriu un missatge per Annik, on li diu que està pagant car els errors del seu passat, referint-se al fet d'haver format una família tan jove. Truca a un dels seus amics per dir-li que aquella nit no anirà amb ells, ja que decideix dectornar a casa per parlar amb Debbie. Repeteix diverses vegades que es veuran dilluns, però desconeixen que no serà així.
Arriba a casa, està sol, seu al sofà, mira la televisió, beu i fuma. Entra Debbie i se sorprèn de trobar Ian allà. Ian li diu que no vol divorciar, que no la vol perdre. Debbie respon que tampoc no vol, però que no té cap altra opció, ja que ell no deixa la relació que té amb Annik. Ell diu que ho ha intentat, però que no pot deixar-la. Ian s'enrabia i fa fora Debbie, diu que vol estar sol, que se'n vagi, que torni l'endemà, ell ja no hi serà.
Estant sol a casa li agafa un atac epilèptic, cau inconscient a terra. Es desperta plorant, està passant per molts mals moments. Ian se suïcida amb la corda d'un estenedor.
Debbie torna a casa amb la nena, quan entra i troba el cadàver del seu difunt espòs. Surt plorant i cridant al carrer a demanar ajuda. La notícia s'escampa entre les amistats d'Ian Curtis, la qual cosa provoca un gran buit.

## Repartiment
- Sam Riley, com a Ian Curtis, cantant de Joy Division, protagonista del film. Riley va saltar a la fama amb aquest paper.
- Samantha Morton, com a Deborah Curtis, parella, i posteriorment dona de Ian Curtis.
- Alexandra Maria Lara, com a Annik Honore, amant de Ian Curtis.
- Joe Anderson, com a Peter Hook també anomenat Hooky, amic de Ian Curtis i component de la banda Joy division.
- James Snthony Pearson, com a Bernard Sumner, amic de Ian Curtis i component de la banda Joy division.
- Harry Treadaway, com a Steve Morris, amic de Ian Curtis i component de la banda Joy division.
- Craig Parkinson, com a Tony Wilson, empresari.
- Toby Kebbell, com a Rob Gretton, manager del grup.
- Andrew Sheridan, com a Terry, roadie del grup.
- John Cooper Clarke, com a ell mateix.[5]

## Banda sonora musical
| Núm. | Títol                     | Artista                | Durada |
| ---- | ------------------------- | ---------------------- | ------ |
| 1.   | «Drive In Saturday»       | David Bowie            |        |
| 2.   | «2 H.B.»                  | Roxy Music             |        |
| 3.   | «The Jean Genie»          | David Bowie            |        |
| 4.   | «Sister Midnight»         | Iggy Pop               |        |
| 5.   | «Problems»                | Sex Pistols            |        |
| 6.   | «No Love Lost»            | Joy Division           |        |
| 7.   | «Evidently Chickentown»   | John Cooper Clarke     |        |
| 8.   | «Leaders of Men»          | Joy Division           |        |
| 9.   | «Boredom»                 | The Buzzcocks          |        |
| 10.  | «Digital»                 | Joy Division           |        |
| 11.  | «Transmission»            | Joy Division           |        |
| 12.  | «She's Lost Control»      | Joy Division           |        |
| 13.  | «Candidate»               | Joy Division           |        |
| 14.  | «Warszawa»                | David Bowie            |        |
| 15.  | «Autobahn»                | Kraftwerk              |        |
| 16.  | «She Was Naked»           | Supersister            |        |
| 17.  | «Love Will Tear Us Apart» | Joy Division           |        |
| 18.  | «Isolation»               | Joy Division           |        |
| 19.  | «Dead Souls»              | Joy Division           |        |
| 20.  | «What Goes On»            | The Velvet Underground |        |
| 21.  | «Disorder»                | Joy Division           |        |
| 22.  | «Atmosphere»              | Joy Division           |        |
| 23.  | «Shadowplay»              | The Killers            |        |

## Premis i nominacions

### Premis
- 2008: BAFTA a la millor pel·lícula britànica

### Nominacions
- 2007: Golden Camera del Festival de Canes
- 2008: BAFTA a la millor actriu secundària per Samantha Morton